# 天之尾羽張
天之尾羽張（日语：あめのおはばり）是日本神話《記、紀》二書中出現的刀，也是日本神祇之名。神祇乃天之尾羽張神（（日語）あめのおはばりのかみ），別稱伊都之尾羽張（（日語）いつのおはばり）；而《日本書紀》則作稜威雄走神（（日語）いつのおはしりのかみ）。

## 概要
依據《古事記》上卷記載，神世七代以降的眾神之父伊奘諾尊，因妻子伊奘冉尊生下火神迦具土時遭灼傷而亡，盛怒之下便以天之尾羽張斬下迦具土的頭顱。那時從劍鋒滴下的血誕生了八個神，據說這些神祇都和劍的鍛造有關，譬如八神之一的建御雷神便跟火、雷、刀有關。後來伊奘諾尊在黃泉國被八雷神和1千5百黃泉大軍追趕時，亦一邊揮動此兵器一邊逃離。
天若日子前往葦原中國娶了下照比賣命為妻，八年不回奏高御產巢日神。後者遣雉名鳴女前往探看，天若日子聽從天佐具賣的建議，取出天之麻迦古弓及天之波波矢殺害稚鳥，反倒被高御產巢日神投還的天之波波矢刺死。思兼神與八百萬眾神商議後，向天照大神推薦住在高天原天安河河原上天石屋的伊都之尾羽張神及其子建御雷之男神。不過此神祇能夠阻擋天安河河水，並使之逆流向上，阻斷了通往其住所的道路，故遣天迦久神（（日語）アメノカクノカミ）前往；後來天之尾羽張神改推派其兒建御雷之男神前去。

## 內部連結
- 伊奘諾尊
- 十握劍

## 外部連結
- 《古事記》卷之一  第一章  天地開闢 （页面存档备份，存于）
- 《日本書紀》卷第一　神代